# This Is England '88
This is England '88 es una miniserie británica de 2011 escrita por  Shane Meadows y Jack Thorne, continuación de This Is England '86, spin-off de la película de 2006 This Is England. En 2015 se estrenó su continuación,This Is England '90.

## Sinopsis

### Episodio 1
La historia comienza a finales de diciembre de 1988. Lol, que es madre de una niña de dos años, fruto de una relación esporádica con Milky, vive atormentada por el recuerdo de la muerte de su padre, que ella misma mató cuando este intentaba violarla. Woody, que tras descubrir la infidelidad de Lol con Milky abandonó el grupo, ha reconstruido su vida junto a su nueva novia Jennifer, a la que sus padres adoran. Smell y Shaun continúan juntos, pero crecen de manera diferente.
Shaun explora su lado creativo en un curso de actuación en la universidad, donde conoce a Faye, una chica matriculada en el mismo programa. Milky vuelve a unirse al grupo tras pasar un tiempo alejado. Cuando Woody los ve juntos en los bares las viejas heridas vuelven a aflorar. 

### Episodio 2
A pesar de algunas dudas debido a las responsabilidades asociadas con su nuevo ascenso, Woody, después de una cena con Jennifer y su jefe, parece estar muy convencido de aceptar este nuevo cargo. Lol hace una visita a Combo en prisión para agredecerle todo lo que ha hecho por ella y disculparse por cómo el grupo lo recibió cinco años antes. Shaun está a punto de hacer su debut teatral, y las sospechas de Smell respecto a una posible aventura de este con Faye se intensifican cuando los descubre, entre bastidores, en una actitud muy cariñosa. Shaun acude a una fiesta que da Faye en su casa para celebrar el éxito de la obra y la encuentra sola en su habitación. Tras una breve conversación Shaun acaba traicionando a Smell. Justo en ese momento, Smell se presenta en la fiesta con la intención de pedir disculpas a Faye por sus celos, sin embargo acaba descubriendo a Faye y Shaun en la cama. 

### Episodio 3
Se desarrolla el día de Navidad. Shaun está desolado tras ser descubierto por Smell mientras le era infiel con su compañera de teatro. El resto del grupo está de copas cuando se encuentran a Jennifer y Woody. Este se encara con el grupo y echa en cara a Milky y Lol su traición, pues hasta el mismo momento del parto pensó que la hija de Lol era en realidad suya. Lol, muy afectada por el encuentro, tras visitar una iglesia y tener una nueva visión de su padre muerto toma una sobredosis de paracetamol y es llevada al hospital para hacerle un lavado de estómago. Trev se presenta en casa de Woody, que está con sus padres y Jennifer abriendo regalos de Navidad, para contarle lo ocurrido. Tras recibir la noticia del intento de suicidio de Lol, pensando que estaba muerta, corre al hospital, donde se encuentra con sus amigos (incluyendo Milky) que le dicen que está viva y bien. Woody y Milky hacen las paces y luego Woody va a hablar a solas con Lol. Ella le cuenta la verdad sobre el asesinato del padre y todos los problemas que está teniendo. Woody le dice que todavía la ama y que no puede estar con nadie más. El episodio termina con Woody y Lol abrazándose, e imágenes y clips de los distintos miembros del grupo, incluyendo Combo, en su celda.

## Reparto
- Thomas Turgoose - Shaun Field
- Vicky McClure  - Lorranie "Lol" Jenkins
- Joe Gilgun - Richard "Woody" Woodford
- Andrew Shim - Milky
- Stephen Graham - Andrew "Combo" Gascoigne
- Johnny Harris - Michael "Mick" Jenkins
- Rosamund Hanson - Michelle/Smell
- Chanel Cresswell - Kelly Jenkins
- Danielle Watson - Trev
- Andrew Ellis - Gary/Gadget
- Michael Socha - Harvey
- Jo Hartley - Cynthia Field
- Kriss Dosanjh - Mr. Sandhu
- Georgia May Foote - Gemma
- Steve Brody - Richard
- Rebecca Manley - Babs
- Ryan Barr - Billy
- Stacey Sampson - Jennifer
- Charlotte Tyree - Fay